# Chibougamau
Chibougamau ist eine Stadt im Süden der Verwaltungsregion Nord-du-Québec der kanadischen Provinz Québec.
Die Stadt liegt in dem nur für statistische Zwecke einer regionalen Grafschaftsgemeinde (municipalité régionale de comté) entsprechenden Territorium Jamésie und wurde 1952 als Werkssiedlung gegründet, nachdem in der Umgebung Erzablagerungen (Kupfer und andere Metalle) entdeckt wurden. Sie ist die größte Stadt im nördlichen Québec.
Die Stadt befindet sich in einer seenreichen Landschaft. Östlich liegen die beiden größten: Lac aux Dorés und Lac Chibougamau. Der Fluss Rivière Chibougamau entwässert diese und fließt dabei in einem großen Bogen südlich und westlich um die Stadt.

## Persönlichkeiten
- Chantal Côté (* 1964), Eisschnellläuferin und Shorttrackerin